# Before I’ll Die...
Before I’ll Die... – drugi i jednocześnie ostatni album polskiego zespołu muzycznego Blog 27, wydany 18 kwietnia 2008 roku przez Magic Records.

## Tło
Wszystkie piosenki na albumie zostały napisane przez Tolę Szlagowską. Materiał wyprodukowali Agnieszka Burcan i Paweł Radziszewski z zespołu Plastic, a także sama Tola. Całość została nagrana w Warszawie, natomiast miksem piosenek zajął się Colin Miller w studiu Atlantis w USA. Przed premierą płyty Szlagowska wytatuowała sobie jej tytuł na nadgarstku, mimo tego iż zawiera on błąd gramatyczny (prawidłowo powinien on brzmieć Before I Die). Zostało to skrytykowane przez polskie portale internetowe, na co odpowiedziano ironiczną naklejką na opakowaniu płyty: „Parental Advisory. Zawiera błędy gramatyczne i ortograficzne :)”.
Album promował utwór „Cute (I’m Not Cute!)”, którego premiera miała miejsce w marcu 2008. Wideoklip, jak i sama piosenka, otrzymały pozytywną, czterogwiazdkową ocenę w amerykańskim magazynie Blender. Drugim utworem promującym płytę zostało nagranie „Fuck U!” we wrześniu 2008, do którego teledysk został nakręcony w Los Angeles. Kilka piosenek z płyty pojawiło się też w serialu 39 i pół emitowanym na antenie TVN, w którym wystąpiła Tola.
Album został wydany tylko w Polsce. W trzecim tygodniu sprzedaży zajął on 3. miejsce zestawienia OLiS. Uzyskał status złotej płyty w Polsce za sprzedaż ponad 15 000 egzemplarzy.

## Lista utworów
Opracowano na podstawie materiału źródłowego.
1. „Cute (I’m Not Cute!)” – 3:08
2. „That Lady” – 2:34
3. „Cry and Die” – 3:49
4. „Finally (Outta’ Ma Life!)” – 3:21
5. „Fuck U!” – 3:19
6. „Do U Care?” – 3:16
7. „2 Fast 2 Live” – 2:59
8. „Nothing’s Gonna Change...” – 4:25
9. „Whoever Whatever” – 3:18
10. „Feel It, Shout It!” – 3:30
11. „Tell Me Y” – 3:08
12. „Where’s Ma Place?” – 3:30

+12 wersji karaoke do wszystkich piosenek

## Notowania
| Kraj i lista (2008)      | Pozycja |
| ------------------------ | ------- |
| Europa (European Albums) | 90      |
| Polska (OLiS)            | 3       |

| Kraj (2008) | Pozycja |
| ----------- | ------- |
| Polska      | 47      |

## Certyfikaty
| Kraj          | Certyfikat  |
| ------------- | ----------- |
| Polska (ZPAV) | złota płyta |